# Neith-Hotep
Neith-Hotep est une reine du début de la Ire dynastie, pendant la période thinite de l'Égypte antique. Plusieurs interprétations concernant cette reine ont été émises car il semble qu'elle ait été la première reine d'Égypte ayant eu un statut assez particulier pour avoir eu droit à un tombeau de taille royale à Nagada, tandis que sa position chronologique et généalogique exacte reste relativement débattue.

## Attestations
La reine est attestée par plusieurs documents :
- une tombe de taille royale à Nagada[1] dans laquelle ont été découverts de nombreux sceaux et étiquettes d'Âha, dont l'une mentionne également Nebty Men parfois associé à Narmer ; la reine est mentionnée sur plusieurs objets dont quatre plaquettes d'ivoire et un fragment du couvercle d'un vase d'ivoire[2],[1],[3],
- un couvercle en ivoire et un vase découverts dans la tombe de Djer à Abydos[4],[1],[5] ainsi qu'un fragment de vase en calcite de la nécropole royale[6],
- des fragments d'une étiquette dans la tombe 728 H5 à Helwan[7],[1],
- une inscription rupestre au Ouadi 'Ameyra dans la Sinaï dans laquelle son nom est inscrit aux côté de celui de Djer[8].

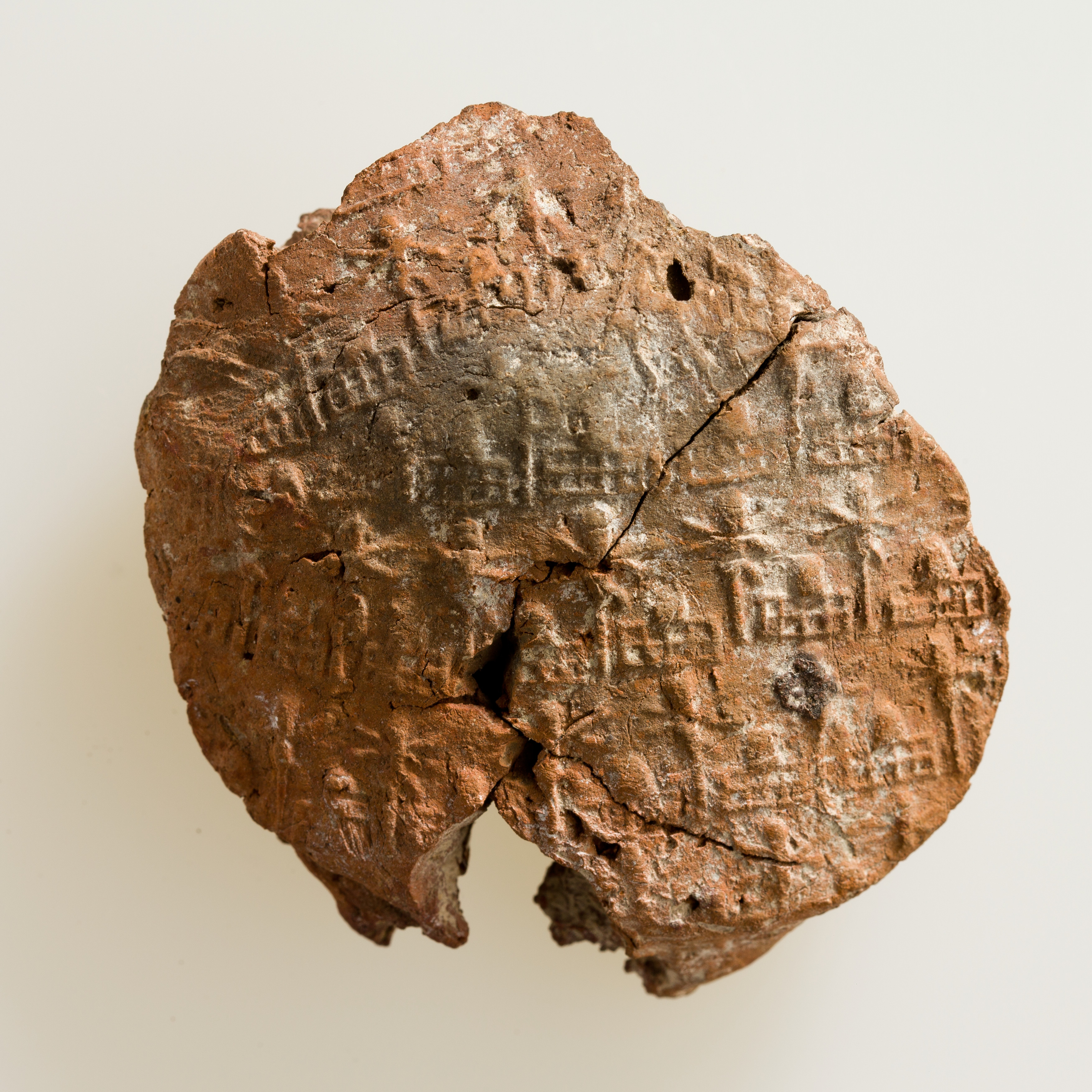
Sceau de jarre avec le nom de la reine Neith-Hotep découvert dans sa tombe à Nagada - Metropolitan Museum of Art.
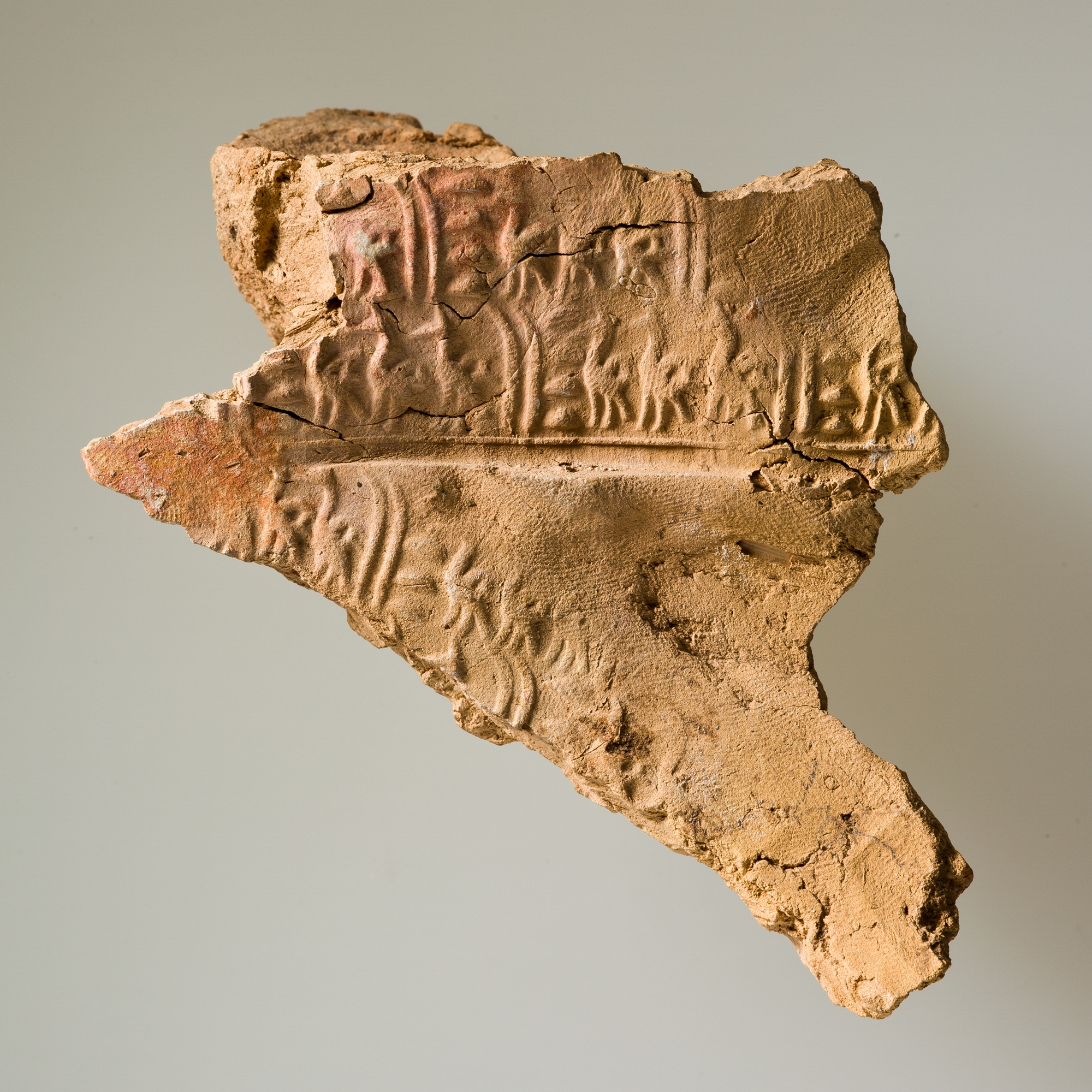
Sceau de jarre avec le nom de la reine Neith-Hotep découvert dans sa tombe à Nagada - Metropolitan Museum of Art.
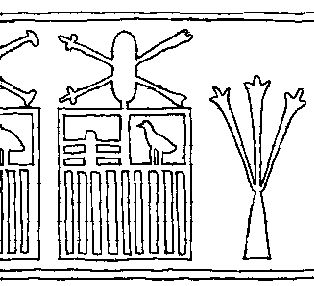
Dessin de l'empreinte d'un sceau-cylindre de la reine Neith-Hotep, empreinte découverte sur un cône d'argile dans la tombe de la reine à Nagada[9].
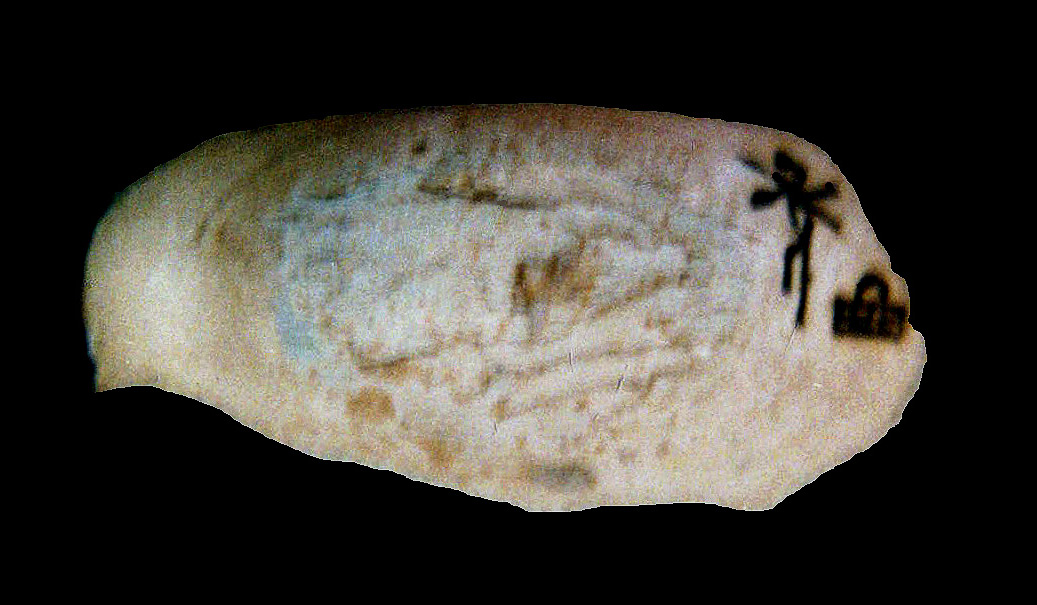
Fragment d'une couvercle en ivoire découvert dans la chambre γ de la tombe de Neith-Hotep à Nagada et mentionnant le nom de la reine - Musée égyptien du Caire[10].
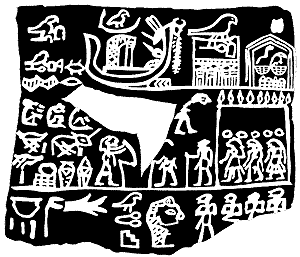
Étiquette en ivoire découverte dans la chambre γ de la tombe de Neith-Hotep à Nagada et mentionnant Hor-Âha et Nebty Men - Musée du Caire (JE 31773=CG 14142)[11].

## Biographie
Deux titres sont connues pour la reine, ces deux titres étant habituellement donnés aux reines durant la Ire dynastie, :
- « Première des Dames » (ḫnty),
- « Reine consort de celui qui est aimé des Deux Dames » (smȝy.t nb.ty).

Du fait de la position et la taille de la tombe de la reine, du fait des attestations d'Âha dans cette même tombe, ainsi que du fait des titres portés par la reine, il a été considéré pendant longtemps que Neith-Hotep était l'épouse de Narmer, qu'elle serait issue de la famille proto-royale de Nagada que Narmer se serait ralliée par ce mariage dans le but d'unifier l'Égypte. Le nom d'Âha découvert dans la tombe de la reine indiquerait qu'elle aurait été enterrée pendant le règne de ce dernier, Âha étant par ailleurs le fils qu'elle aurait eu avec Narmer bien qu'aucun titre de « mère royale » n'ait été découvert,,,.
Cependant, une hypothèse alternative faisait de la reine une épouse du roi Âha. Cette hypothèse semble confirmée par le fait qu'une inscription rupestre de Djer dans le Sinaï mentionne la reine Neith-Hotep, ce qui pourrait être interprété comme le fait que la reine aurait été régente au début du règne de Djer, ce dernier étant alors mineur,. Il est à noter que le long règne de Djer (près d'une quarantaine d'années,) incite à penser que Djer a commencé son règne à un jeune âge, justifiant ainsi une régence. 
Si le choix de Nagada comme tombeau pourrait bien indiquer l'origine de la reine, ce que certains ont analysé comme l'alliance de Narmer avec l'ancienne lignée royale de la région dans le cadre de l'unification du pays par ce dernier, cette analyse peut rester correcte même avec Âha comme époux car l'unité du pays encore récente pourrait avoir été encore fragile sous le règne de ce dernier.
Il est à noter que cette régence a pu parfois être associée au règne d'un certain Atoti qui aurait régné entre Âha et Djer et dont seules les listes royales ramessides et peut-être la pierre de Palerme en conservaient le souvenir. Cependant, les découvertes tendent à montrer qu'aucun règne n'est à intercaler entre Âha et Djer, l'Atoti des listes étant probablement à assimiler à Âha lui-même,.
|         |         |         |         |         |         |  |  | Nârmer |     |     |     |     |     |      |  |  |  |          |          |          |          |          |          |  |  |             |             |             |             |             |             |  |  |  |  |  |  |  |  |  |  |  |  |  |  |  |  |  |  |  |  |  |  |  |  |  |  |  |  |  |  |  |  |
|         |         |         |         |         |         |  |  |        |     |     |     |     |     |      |  |  |  |          |          |          |          |          |          |  |  |             |             |             |             |             |             |  |  |  |  |  |  |  |  |  |  |  |  |  |  |  |  |  |  |  |  |  |  |  |  |  |  |  |  |  |  |  |  |
|         |         |         |         |         |         |  |  |        |     |     |     |     |     |      |  |  |  |          |          |          |          |          |          |  |  |             |             |             |             |             |             |  |  |  |  |  |  |  |  |  |  |  |  |  |  |  |  |  |  |  |  |  |  |  |  |  |  |  |  |  |  |  |  |
| Benerib | Benerib | Benerib | Benerib | Benerib | Benerib |  |  | Âha    | Âha | Âha | Âha | Âha | Âha |      |  |  |  | Khenthap | Khenthap | Khenthap | Khenthap | Khenthap | Khenthap |  |  | Neith-Hotep | Neith-Hotep | Neith-Hotep | Neith-Hotep | Neith-Hotep | Neith-Hotep |  |  |  |  |  |  |  |  |  |  |  |  |  |  |  |  |  |  |  |  |  |  |  |  |  |  |  |  |  |  |  |  |
| Benerib | Benerib | Benerib | Benerib | Benerib | Benerib |  |  | Âha    | Âha | Âha | Âha | Âha | Âha |      |  |  |  | Khenthap | Khenthap | Khenthap | Khenthap | Khenthap | Khenthap |  |  | Neith-Hotep | Neith-Hotep | Neith-Hotep | Neith-Hotep | Neith-Hotep | Neith-Hotep |  |  |  |  |  |  |  |  |  |  |  |  |  |  |  |  |  |  |  |  |  |  |  |  |  |  |  |  |  |  |  |  |
|         |         |         |         |         |         |  |  |        |     |     |     |     |     |      |  |  |  |          |          |          |          |          |          |  |  |             |             |             |             |             |             |  |  |  |  |  |  |  |  |  |  |  |  |  |  |  |  |  |  |  |  |  |  |  |  |  |  |  |  |  |  |  |  |
|         |         |         |         |         |         |  |  |        |     |     |     |     |     | Djer |  |  |  |          |          |          |          |          |          |  |  |             |             |             |             |             |             |  |  |  |  |  |  |  |  |  |  |  |  |  |  |  |  |  |  |  |  |  |  |  |  |  |  |  |  |  |  |  |  |

## Sépulture

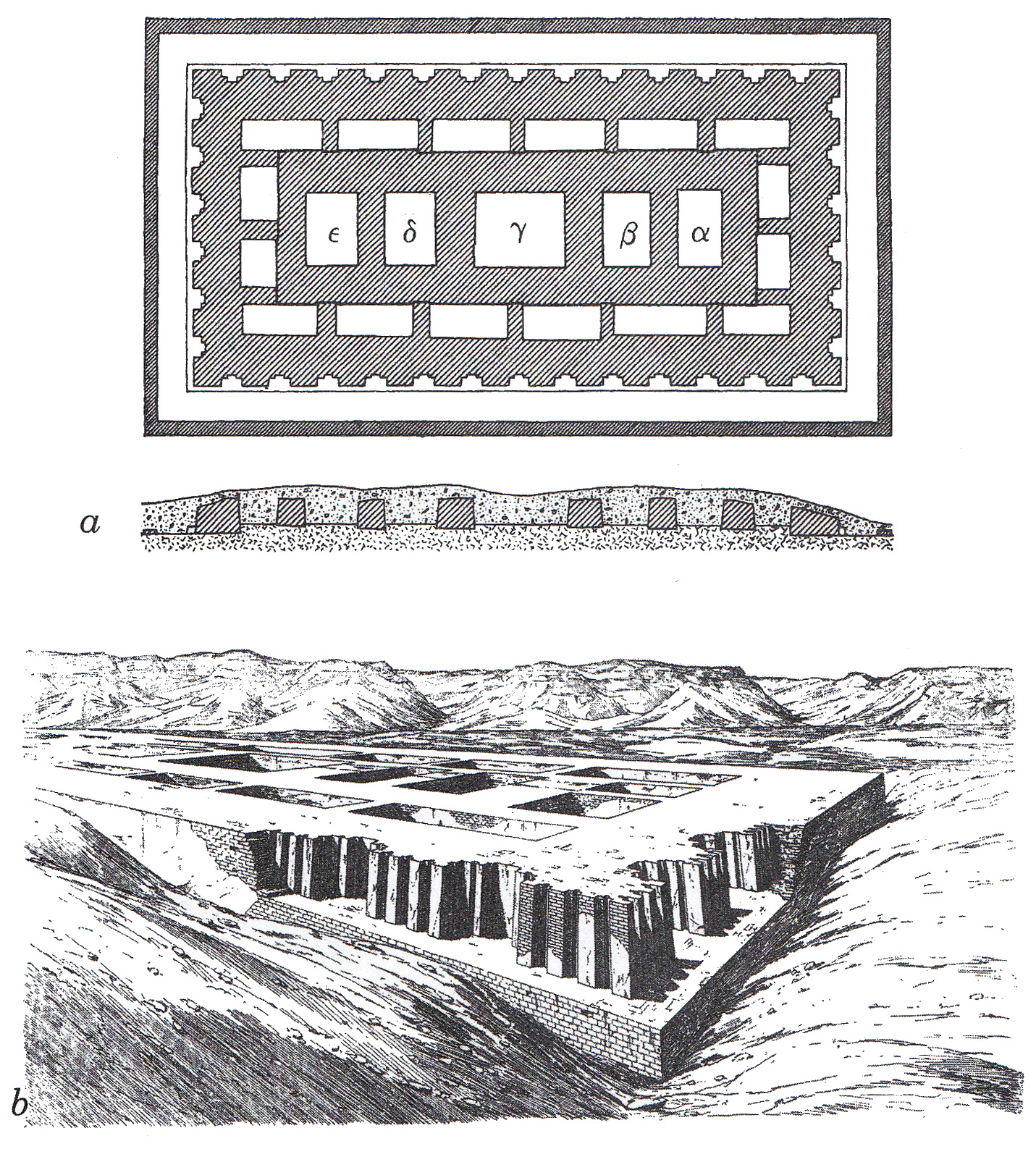
Mastaba attribué à Neith-Hotep, probablement construit par Hor-Aha.

La tombe de Neith-Hotep est un grand mastaba fouillé par Jacques de Morgan pendant quinze jours en 1896, dans le quartier sud de la nécropole de Nagada. La tombe a fait l'objet de nouvelles recherches par l'archéologue allemand Ludwig Borchardt en 1898. John Garstang a réexploré la tombe en 1904 et a découvert des centaines d'objets laissés par les fouilles précédentes, dont environ 200 sont aujourd'hui conservés au Garstang Museum de l'université de Liverpool. Le mastaba a disparu depuis à cause de l'érosion.
La superstructure consistait en un énorme mastaba fait de briques de boue durcies, dont les murs extérieurs étaient encastrés, ce qui est couramment nommé « façade de palais ». Ses dimensions sont de 54 mètres de long et de 27 mètres de large, avec un angle de 15° vers de l'Est entre les grands côtés et le Nord magnétique. À l'intérieur se trouvent vingt et une chambres divisées en deux séries ; l'une, celle du centre, se compose de cinq salles dont la plus grande, située au milieu, semble avoir renfermé la défunte (quelques phalanges de la main droite, des fragments de crâne, des dents et quelques morceaux d'os indéterminables, le tout calciné, ont été découverts dans cette salle) pour laquelle le monument a été élevé, les quatre autres sont égales de dimensions. La seconde série est de seize salles semblables, situées autour des pièces du milieu, et les encadrant dans un rectangle. Il est à noter que seules les cinq chambres de la première série et l'une des salles de la seconde série (salle C de Jacques de Morgan) contenaient des objets, les autres ne contenaient que quelques débris. La reine est citée sur quelques objets de la tombe, notamment dans la salle C avec quatre plaquettes d'ivoire ainsi que dans le caveau présumé (salle γ) avec un fragment du couvercle d'un vase d'ivoire. C'est d'ailleurs dans ce caveau présumé que la fameuse étiquette mentionnant le roi Âha et Nebty Men a été découverte.
De grandes parties de la superstructures ont été calcinées à une date indéterminée bien après la construction. Toujours est-il que cet incendie date d'avant l'époque ramesside car des tombes de cette époque ainsi que des périodes grecque et romaine ont été construites parmi les débris brûlés de la tombe tout en ne portant elles-mêmes aucune trace de calcination. Jacques de Morgan suppose même que l'incendie devait dater de la plus haute antiquité car la tombe ne semblait pas avoir été pillée lors de l'incendie. L'incendie semble avoir été si puissant que la superstructure a été calcinée jusqu'à 0,40 m dans l'épaisseur, tandis que des vases en granit, porphyre et argile furent vitrifiés et bien d'autres objets complètement détruits. Le fait que la tombe a été très inégalement incendiée a permis à ce que de nombreux objets survivent et soient ainsi exposés dans les musées. Il est à noter que de nombreux objets enterrés avec la défunte, que le fouilleur Jacques de Morgan considère comme des objets ayant servi pendant la vie de la personne enterrée, semble avoir été intentionnellement détruits lors de l'inhumation, peut-être pour des raisons religieuses.
Des inscriptions sur des récipients, des étiquettes et des sceaux provenant de la tombe de Neith-Hotep et mentionnant le roi Âha avait fait suggérer que la reine avait été enterrée sous le règne de ce dernier,, mais il pourrait tout simplement être le commanditaire du tombeau pour sa royale épouse qui aurait été enterrée sous le règne de Djer si elle a bien été sa régente.